# Coupe CERS 2005-2006
Navigation
Édition précédente Édition suivante
La 26e édition de la coupe CERS se déroule du 3 décembre 2005 au 24 avril 2006.
Le FC Barcelone remporte sa première coupe CERS en battant le CP Vilanova en finale.

## Déroulement
Cette édition 2005-2006 se déroule en deux phases : un tour préliminaire et une phase finale.

Tous les tours se jouent en 2 confrontations (une à domicile, l'autre à l'extérieur). L'équipe qui a le plus gros score sur la somme des deux rencontres passe au tour suivant. En cas d'égalité à l'issue du match retour, deux prolongations de cinq minutes chacune seront jouées (But en Or). Si les équipes sont toujours à égalité après les prolongations, elles se départageront au cours d'une série de tirs au but (5 tirs, puis mort subite).
Le tour préliminaire comprend quatre équipes qui n'ont pas participé à la compétition la saison dernier.

Les deux équipes qui sortiront vainqueur de ces matchs joueront ensuite la phase Finale (1/8 Finale).
La phase finale regroupe les deux vainqueurs des matchs du tour préliminaire, dix équipes directement qualifiées pour la coupe CERS, ainsi que les quatre meilleures équipes qui auront perdu le premier tour de la Ligue des Champions 2006 et qui possède le meilleur classement (Ranking) européen.

## Tour préliminaire
Matchs Aller : 3 décembre 2006

Matchs Retour : 17 décembre 2006

| Équipe 1        | Score | Équipe 2       | Aller | Retour |
| --------------- | ----- | -------------- | ----- | ------ |
| CP Vilanova     | 8-7   | CGC Viareggio  | 5-3   | 3-4    |
| SCRA Saint-Omer | 11-4  | VFB Reimscheid | 8-3   | 3-1    |

## Phase Finale
|  | Huitièmes de finale               | Huitièmes de finale               | Huitièmes de finale               |                     |   | Quarts de finale                  | Quarts de finale                  | Quarts de finale                  |  |  | Demi-finales                | Demi-finales                | Demi-finales                |  |  | Finale                        | Finale                        | Finale                        |
|  |                                   |                                   |                                   |                     |   |                                   |                                   |                                   |  |  |                             |                             |                             |  |  |                               |                               |                               |
|  | 7 janvier 2006 et 21 janvier 2006 | 7 janvier 2006 et 21 janvier 2006 | 7 janvier 2006 et 21 janvier 2006 |                     |   | 4 février 2006 et 18 février 2006 | 4 février 2006 et 18 février 2006 | 4 février 2006 et 18 février 2006 |  |  | 4 mars 2006 et 18 mars 2006 | 4 mars 2006 et 18 mars 2006 | 4 mars 2006 et 18 mars 2006 |  |  | 8 avril 2006 et 24 avril 2006 | 8 avril 2006 et 24 avril 2006 | 8 avril 2006 et 24 avril 2006 |
|  | 7 janvier 2006 et 21 janvier 2006 | 7 janvier 2006 et 21 janvier 2006 | 7 janvier 2006 et 21 janvier 2006 |                     |   | 4 février 2006 et 18 février 2006 | 4 février 2006 et 18 février 2006 | 4 février 2006 et 18 février 2006 |  |  | 4 mars 2006 et 18 mars 2006 | 4 mars 2006 et 18 mars 2006 | 4 mars 2006 et 18 mars 2006 |  |  | 8 avril 2006 et 24 avril 2006 | 8 avril 2006 et 24 avril 2006 | 8 avril 2006 et 24 avril 2006 |
|  | SCRA Saint-Omer                   |                                   |                                   |                     |   | 4 février 2006 et 18 février 2006 | 4 février 2006 et 18 février 2006 | 4 février 2006 et 18 février 2006 |  |  | 4 mars 2006 et 18 mars 2006 | 4 mars 2006 et 18 mars 2006 | 4 mars 2006 et 18 mars 2006 |  |  | 8 avril 2006 et 24 avril 2006 | 8 avril 2006 et 24 avril 2006 | 8 avril 2006 et 24 avril 2006 |
|  |                                   |                                   |                                   |                     |   | 4 février 2006 et 18 février 2006 | 4 février 2006 et 18 février 2006 | 4 février 2006 et 18 février 2006 |  |  | 4 mars 2006 et 18 mars 2006 | 4 mars 2006 et 18 mars 2006 | 4 mars 2006 et 18 mars 2006 |  |  | 8 avril 2006 et 24 avril 2006 | 8 avril 2006 et 24 avril 2006 | 8 avril 2006 et 24 avril 2006 |
|  | R Novara                          | F                                 | F                                 |                     |   | 4 février 2006 et 18 février 2006 | 4 février 2006 et 18 février 2006 | 4 février 2006 et 18 février 2006 |  |  | 4 mars 2006 et 18 mars 2006 | 4 mars 2006 et 18 mars 2006 | 4 mars 2006 et 18 mars 2006 |  |  | 8 avril 2006 et 24 avril 2006 | 8 avril 2006 et 24 avril 2006 | 8 avril 2006 et 24 avril 2006 |
|  | R Novara                          | F                                 | F                                 | SCRA Saint-Omer     | 1 | 1                                 |                                   |                                   |  |  | 4 mars 2006 et 18 mars 2006 | 4 mars 2006 et 18 mars 2006 | 4 mars 2006 et 18 mars 2006 |  |  | 8 avril 2006 et 24 avril 2006 | 8 avril 2006 et 24 avril 2006 | 8 avril 2006 et 24 avril 2006 |
|  | 7 janvier 2006 et 21 janvier 2006 |                                   |                                   | SCRA Saint-Omer     | 1 | 1                                 |                                   |                                   |  |  | 4 mars 2006 et 18 mars 2006 | 4 mars 2006 et 18 mars 2006 | 4 mars 2006 et 18 mars 2006 |  |  | 8 avril 2006 et 24 avril 2006 | 8 avril 2006 et 24 avril 2006 | 8 avril 2006 et 24 avril 2006 |
|  |                                   | FC Barcelone                      | 4                                 | 10                  |   |                                   |                                   |                                   |  |  | 4 mars 2006 et 18 mars 2006 | 4 mars 2006 et 18 mars 2006 | 4 mars 2006 et 18 mars 2006 |  |  | 8 avril 2006 et 24 avril 2006 | 8 avril 2006 et 24 avril 2006 | 8 avril 2006 et 24 avril 2006 |
|  | CH Lloret                         | FC Barcelone                      | 4                                 | 10                  | 2 | 1                                 |                                   |                                   |  |  | 4 mars 2006 et 18 mars 2006 | 4 mars 2006 et 18 mars 2006 | 4 mars 2006 et 18 mars 2006 |  |  | 8 avril 2006 et 24 avril 2006 | 8 avril 2006 et 24 avril 2006 | 8 avril 2006 et 24 avril 2006 |
|  | CH Lloret                         | 4 février 2006 et 18 février 2006 |                                   |                     | 2 | 1                                 |                                   |                                   |  |  | 4 mars 2006 et 18 mars 2006 | 4 mars 2006 et 18 mars 2006 | 4 mars 2006 et 18 mars 2006 |  |  | 8 avril 2006 et 24 avril 2006 | 8 avril 2006 et 24 avril 2006 | 8 avril 2006 et 24 avril 2006 |
|  | FC Barcelone                      | 6                                 | 2                                 |                     |   |                                   |                                   |                                   |  |  | 4 mars 2006 et 18 mars 2006 | 4 mars 2006 et 18 mars 2006 | 4 mars 2006 et 18 mars 2006 |  |  | 8 avril 2006 et 24 avril 2006 | 8 avril 2006 et 24 avril 2006 | 8 avril 2006 et 24 avril 2006 |
|  | FC Barcelone                      | 6                                 | 2                                 | FC Barcelone        | 4 | 3                                 |                                   |                                   |  |  |                             |                             |                             |  |  | 8 avril 2006 et 24 avril 2006 | 8 avril 2006 et 24 avril 2006 | 8 avril 2006 et 24 avril 2006 |
|  | 7 janvier 2006 et 21 janvier 2006 |                                   |                                   | FC Barcelone        | 4 | 3                                 |                                   |                                   |  |  |                             |                             |                             |  |  | 8 avril 2006 et 24 avril 2006 | 8 avril 2006 et 24 avril 2006 | 8 avril 2006 et 24 avril 2006 |
|  |                                   | HC Igualada                       | 0                                 | 1                   |   |                                   |                                   |                                   |  |  |                             |                             |                             |  |  | 8 avril 2006 et 24 avril 2006 | 8 avril 2006 et 24 avril 2006 | 8 avril 2006 et 24 avril 2006 |
|  | HC Quévert                        | HC Igualada                       | 0                                 | 1                   | 0 | 1                                 |                                   |                                   |  |  |                             |                             |                             |  |  | 8 avril 2006 et 24 avril 2006 | 8 avril 2006 et 24 avril 2006 | 8 avril 2006 et 24 avril 2006 |
|  | HC Quévert                        | 4 mars 2006 et 18 mars 2006       |                                   |                     | 0 | 1                                 |                                   |                                   |  |  |                             |                             |                             |  |  | 8 avril 2006 et 24 avril 2006 | 8 avril 2006 et 24 avril 2006 | 8 avril 2006 et 24 avril 2006 |
|  | Igualada HC                       | 7                                 | 8                                 |                     |   |                                   |                                   |                                   |  |  |                             |                             |                             |  |  | 8 avril 2006 et 24 avril 2006 | 8 avril 2006 et 24 avril 2006 | 8 avril 2006 et 24 avril 2006 |
|  | Igualada HC                       | 7                                 | 8                                 | HC Igualada         | 7 | 8                                 |                                   |                                   |  |  |                             |                             |                             |  |  | 8 avril 2006 et 24 avril 2006 | 8 avril 2006 et 24 avril 2006 | 8 avril 2006 et 24 avril 2006 |
|  | 7 janvier 2006 et 21 janvier 2006 |                                   |                                   | HC Igualada         | 7 | 8                                 |                                   |                                   |  |  |                             |                             |                             |  |  | 8 avril 2006 et 24 avril 2006 | 8 avril 2006 et 24 avril 2006 | 8 avril 2006 et 24 avril 2006 |
|  |                                   | SPRS Ploufragan                   | 2                                 | 0                   |   |                                   |                                   |                                   |  |  |                             |                             |                             |  |  | 8 avril 2006 et 24 avril 2006 | 8 avril 2006 et 24 avril 2006 | 8 avril 2006 et 24 avril 2006 |
|  | Montreux HC                       | SPRS Ploufragan                   | 2                                 | 0                   | 5 | 1                                 |                                   |                                   |  |  |                             |                             |                             |  |  | 8 avril 2006 et 24 avril 2006 | 8 avril 2006 et 24 avril 2006 | 8 avril 2006 et 24 avril 2006 |
|  | Montreux HC                       | 4 février 2006 et 18 février 2006 |                                   |                     | 5 | 1                                 |                                   |                                   |  |  |                             |                             |                             |  |  | 8 avril 2006 et 24 avril 2006 | 8 avril 2006 et 24 avril 2006 | 8 avril 2006 et 24 avril 2006 |
|  | SPRS Ploufragan                   | 6                                 | 5                                 |                     |   |                                   |                                   |                                   |  |  |                             |                             |                             |  |  | 8 avril 2006 et 24 avril 2006 | 8 avril 2006 et 24 avril 2006 | 8 avril 2006 et 24 avril 2006 |
|  | SPRS Ploufragan                   | 6                                 | 5                                 | FC Barcelone        | 3 | 2                                 |                                   |                                   |  |  |                             |                             |                             |  |  |                               |                               |                               |
|  | 7 janvier 2006 et 21 janvier 2006 |                                   |                                   | FC Barcelone        | 3 | 2                                 |                                   |                                   |  |  |                             |                             |                             |  |  |                               |                               |                               |
|  |                                   | CP Vilanova                       | 1                                 | 0                   |   |                                   |                                   |                                   |  |  |                             |                             |                             |  |  |                               |                               |                               |
|  | Herne Bay U                       | CP Vilanova                       | 1                                 | 0                   | 4 | 1                                 |                                   |                                   |  |  |                             |                             |                             |  |  |                               |                               |                               |
|  | Herne Bay U                       |                                   |                                   |                     | 4 | 1                                 |                                   |                                   |  |  |                             |                             |                             |  |  |                               |                               |                               |
|  | RSC Uttigen                       | 6                                 | 6                                 |                     |   |                                   |                                   |                                   |  |  |                             |                             |                             |  |  |                               |                               |                               |
|  | RSC Uttigen                       | 6                                 | 6                                 | RS Uttigen          | 1 | 1                                 |                                   |                                   |  |  |                             |                             |                             |  |  |                               |                               |                               |
|  | 7 janvier 2006 et 21 janvier 2006 |                                   |                                   | RS Uttigen          | 1 | 1                                 |                                   |                                   |  |  |                             |                             |                             |  |  |                               |                               |                               |
|  |                                   | LV La Roche sur Yon               | 1                                 | 4                   |   |                                   |                                   |                                   |  |  |                             |                             |                             |  |  |                               |                               |                               |
|  | Nantes ARH                        | LV La Roche sur Yon               | 1                                 | 4                   | 2 | 1                                 |                                   |                                   |  |  |                             |                             |                             |  |  |                               |                               |                               |
|  | Nantes ARH                        | 4 février 2006 et 18 février 2006 |                                   |                     | 2 | 1                                 |                                   |                                   |  |  |                             |                             |                             |  |  |                               |                               |                               |
|  | LV La Roche sur Yon               | 2                                 | 4                                 |                     |   |                                   |                                   |                                   |  |  |                             |                             |                             |  |  |                               |                               |                               |
|  | LV La Roche sur Yon               | 2                                 | 4                                 | LV La Roche sur Yon | 1 | 1                                 |                                   |                                   |  |  |                             |                             |                             |  |  |                               |                               |                               |
|  | 7 janvier 2006 et 21 janvier 2006 |                                   |                                   | LV La Roche sur Yon | 1 | 1                                 |                                   |                                   |  |  |                             |                             |                             |  |  |                               |                               |                               |
|  |                                   | CP Vilanova                       | 3                                 | 4                   |   |                                   |                                   |                                   |  |  |                             |                             |                             |  |  |                               |                               |                               |
|  | CP Vilanova                       | CP Vilanova                       | 3                                 | 4                   | 6 | 1                                 |                                   |                                   |  |  |                             |                             |                             |  |  |                               |                               |                               |
|  | CP Vilanova                       |                                   |                                   |                     | 6 | 1                                 |                                   |                                   |  |  |                             |                             |                             |  |  |                               |                               |                               |
|  | Genève RHC                        | 2                                 | 2                                 |                     |   |                                   |                                   |                                   |  |  |                             |                             |                             |  |  |                               |                               |                               |
|  | Genève RHC                        | 2                                 | 2                                 | CP Vilanova         | 2 | 3                                 |                                   |                                   |  |  |                             |                             |                             |  |  |                               |                               |                               |
|  | 7 janvier 2006 et 21 janvier 2006 |                                   |                                   | CP Vilanova         | 2 | 3                                 |                                   |                                   |  |  |                             |                             |                             |  |  |                               |                               |                               |
|  |                                   | H Novara                          | 0                                 | 3                   |   |                                   |                                   |                                   |  |  |                             |                             |                             |  |  |                               |                               |                               |
|  | CD Portosantense                  | H Novara                          | 0                                 | 3                   | 3 | 2                                 |                                   |                                   |  |  |                             |                             |                             |  |  |                               |                               |                               |
|  | CD Portosantense                  |                                   |                                   |                     | 3 | 2                                 |                                   |                                   |  |  |                             |                             |                             |  |  |                               |                               |                               |
|  | H Novara                          | 5                                 | 4                                 |                     |   |                                   |                                   |                                   |  |  |                             |                             |                             |  |  |                               |                               |                               |
|  | H Novara                          | 5                                 | 4                                 |                     |   |                                   |                                   |                                   |  |  |                             |                             |                             |  |  |                               |                               |                               |

1. 1 2  L'équipe du R Novara déclare forfait pour la compétition. Le SCRA Saint-Omer est donc directement qualifié pour le tour suivant.